# Lucian Stângu
Lucian Stângu (n. secolul al XX-lea – d. 2019) a fost un jurist român, care a deținut funcția de judecător la Curtea Constituțională a României (1995-2004).

## Biografie
A absolvit în anul 1960 Facultatea de Drept din cadrul Universității București. După absolvirea Facultății, a lucrat ca cercetător științific la Institutul de cercetări juridice al Academiei Române (1960-1975). În anul 1971 a absolvit un curs postuniversitar la Facultatea internațională pentru studiul dreptului comparat din Strasbourg (Franța). A obținut ulterior titlul științific de doctor în drept.
Din anul 1975, Lucian Stângu lucrează în funcția de consilier permanent la Consiliul Legislativ. În anul 1990, devine consilier la Președinția României. În perioada 1990-1995 , deține funcția de subsecretar de stat și secretar de stat la Departamentul legislație, studii, relații externe, cetățenie, din cadrul Ministerului Justiției. 
Începând din anul 1991, Lucian Stângu a predat ca profesor titular cursuri de drept civil (drept agrar și dreptul mediului) la Școala Națională de Studii Politice și Administrative (SNSPA) din București - cursuri postuniversitare și, de asemenea, cursuri de drept civil și drept funciar la Facultatea de Administrație Publică. Din anul 1995, predă un curs de drept funciar și sistematizare urbană în calitate de profesor titular la Facultatea de Drept din București - studii postuniversitare.
În anul 1995, prof. dr. Lucian Stângu a fost numit, de către Camera Deputaților, în funcția de judecător al Curții Constituționale a României, pentru un mandat de 9 ani. Mandatul său a expirat în anul 2004.
Pentru o scurtă perioadă (1998-1999), Lucian Stângu a fost și profesor titular al cursului de drept constituțional la Facultatea de Drept și la Facultatea de Drept Administrativ a Universității „Ovidius” din Constanța. În anul 1998, a îndeplinit temporar funcția de rector al Universității "Tomis" din Constanța.

## Activitatea științifică și publicistică
Prof. dr. Lucian Stângu este autor și coautor al unor tratate, monografii (în colaborare, 7 volume), peste 100 de articole și studii, câteva zeci de comunicări științifice la reuniuni interne și internaționale.
Printre distincțiile primite de către Lucian Stângu menționăm următoarele: 
- Laureat al premiului "Simion Bărnuțiu" al Academiei Române (1971);
- Medalia Academiei Române la aniversarea a 125 de ani (1992);
- Medalia Federației naționale a revoluționarilor din România (1994);
- Medalia ministerului justiției din România (1995);
- Medalia Universității din Poitiers, Facultatea de drept și științe sociale (1996);
- Medalia Adunării Naționale a Republicii Franceze (1996);
- Medalia Consiliului Constituțional al Republicii Franceze (1997);
- Medalia Curții Constițutionale a Federației Ruse (1997);
- Medalia Universității naționale, Colegiul de Drept, Seul, Coreea (1998);
- Ordinul Național „Pentru Merit” în grad de Mare Cruce (2000).[2]